# Grande Prêmio da Itália de 2012
O Grande Prêmio da Itália de 2012 foi a décima terceira corrida da temporada de 2012 da Fórmula 1. A prova disputada no dia 9 de setembro no Autodromo Nazionale Monza, Itália teve como pole-position e vencedor Lewis Hamilton da escuderia McLaren-Mercedes.

## Relatório

### Antecedentes
Escolha dos pneus
A Pirelli, fornecedora oficial de pneus da categoria, designou os compostos duro (P Zero Prata) e médio (P Zero Branco) para a prova italiana, sendo que a mesma escolha já havia sido feita para o grande prêmio anterior. A prova foi disputada no Circuito de Monza conhecido por ser um circuito de alta velocidade, e, por conta dessa característica, a Pirelli resolveu utilizar os compostos mais duros para a corrida.
Existem três seções no autódromo que demandam particularmente muito dos pneus: a primeira chicane, caracterizada pela pesada frenagem na descida; as curvas de Ascari, com suas diversas mudanças de direção em alta velocidade; e a Parabólica, uma ampla curva com uma pequena inclinação que cria bastante estresse lateral através dos pneus. Além de muitas curvas desafiadoras, Monza também tem algumas das retas mais velozes da temporada, nas quais os carros podem atingir até 340 quilômetros por hora, o que significa que a temperatura dos pneus pode chegar a 130 graus centígrados.
Punições

“Os comissários consideram este incidente como uma violação extremamente grave dos regulamentos, que teve potencial de causar ferimentos a outras pessoas. Eliminou candidatos ao título da corrida. Nem a equipe nem o piloto apresentaram um pedido para redução da pena”

— Comunicado oficial da FIA
O piloto francês Grosjean, da equipe Lotus, foi expulso do Grande Prêmio da Itália por ter causado um grave acidente durante a largada da corrida anterior e foi substituído pelo belga d'Ambrosio. No acidente, Grosjean, largando em terceiro e do lado esquerdo da pista, jogou o carro bruscamente para o lado direito e se tocou com Hamilton. Ambos perderam o controle de seus carros e Grosjean chocou-se com Pérez, que por sua vez se juntou aos outros dois pilotos em um choque contra os carros de Alonso e de Kobayashi. Dos cinco envolvidos no acidente, apenas Kobayashi permaneceu na corrida, ainda assim com o carro prejudicado pelos toques. Em comunicado a Federação Internacional de Automobilismo (FIA) informou que considerou o incidente uma “violação extremamente grave dos regulamentos”, que por sua vez teve potencial de causar ferimentos a outras pessoas.
Outro piloto que carregou punições para a corrida foi Maldonado. Com uma punição dupla, ele perdeu dez posições no grid de largada. A primeira penalidade foi por largar antes.Maldonado foi o único a largar antecipado na prova anterior. Maldonado poderia ter cumprido sua pena na mesma corrida, entretanto não a completou, pois se envolveu em um acidente com Glock. Justamente esse acidente valeu-lhe a segunda penalidade, já que o piloto venezuelano foi considerado culpado pela batida. Ambas as punições foram de perda de cinco posições no grid, totalizando dez posições.

### Treino classificatório
Q1 — primeira parte
A sessão classificatória teve início no horário previsto e debaixo de sol. D'Ambrosio, Di Resta e Vergne foram os primeiros a ir a pista e logo quase todos os pilotos já haviam deixado os boxes. Entre os pilotos que abriram volta primeiro o mais rápido foi o alemão Rosberg, seguido pelo companheiro de equipe Schumacher. Logo Di Resta tomou seu lugar, porém, em seguida, Alonso foi mais veloz ao fazer 1m24s540mil.
Alonso melhorou seu tempo para 1m24s175mil e depois foi para os boxes. Hamilton travou rodas e mesmo assim conseguiu colocar sua McLaren em terceiro lugar e depois em segundo. Com maior arrasto aerodinâmico, a Ferrari era mais rápida que as rivais no terceiro setor, o da Parabolica, mesmo perdendo tempo nas retas.

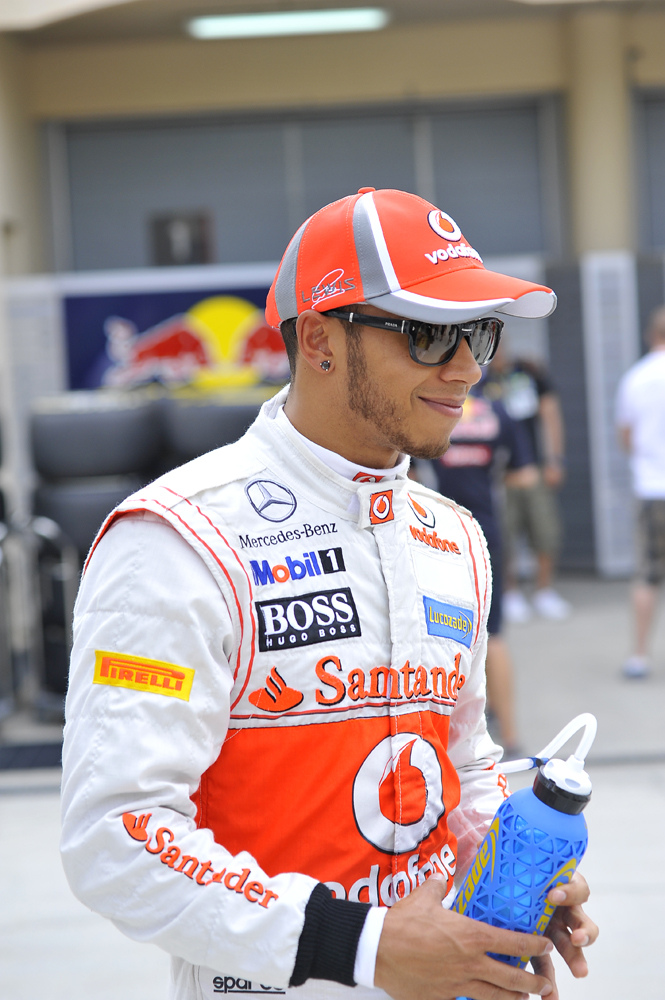
Hamilton marcou a pole position

Foram eliminados Kovalainen, Petrov, Glock, Pic, Karthikeyan, De la Rosa e Hulkenberg, que abandonou o treino logo no início. O melhor tempo ficou mesmo com o espanhol Alonso.
Q2 — segunda parte
Na segunda parte do treino o espanhol Alonso foi o primeiro entre os favoritos a fazer a melhor volta, sendo superado em seguida, mas recuperando-a na sequência ao marcar 1m24s242mil, com Massa em segundo, sendo superado por Button e Hamilton.
Quando faltavam apenas cinco minutos para o fim do Q2 apenas Ricciardo estava na pista fazendo voltas, até que Senna deixou os boxes. No final do Q2 a disputa era para Senna e também para os dois carros da Red Bull escaparem da eliminação. Vettel era o 11º, Senna era 13º e Mark Webber o 15º. Na tentativa final Vettel conseguiu subir para nono, entretanto Webber apenas para décimo primeiro e Senna décimo quarto.
Com exatos meio segundo separando os dez primeiros colocados, Alonso manteve-se com o melhor tempo e os eliminados foram Webber, Maldonado, Perez, Senna, Ricciardo, D'ambrosio e Vergne. Dos sete eliminados, quatro usam motores Renault. Apenas um piloto com tal motor conseguiu lugar no Q3, o finlandês Räikkönen.
Q3 — terceira parte
Assim que o sinal verde foi dado, os dois carros da Ferrari partiram para a pista para fazer suas voltas. Enquanto os dois abriam voltas Massa pegou o vácuo de Alonso, que cometeu um erro, e o passou para fazer boa volta, fechando com 1m24s436mil. Hamilton na sequência bateu o tempo do brasileiro e fez 1m24s010mil. Alonso recolheu o carro para os boxes praticamente sem tempo. Button foi o terceiro e Schumacher o quarto.
A última rodada de voltas rápidas começou com o escocês Di Resta marcando o segundo tempo, batendo Massa, que em sua volta seguinte recuperou a posição para perder para Button por pouco mais de um décimo. Hamilton melhorou seu tempo para 1m24s010mil, garantindo uma pole position que já seria dele mesmo sem essa volta. Alonso não conseguiu melhorar muito seu tempo e, com 1m25s678mil, foi apenas o décimo colocado. Vettel, o vice-líder do mundial, foi o sexto, entretanto subiu para quinto com a punição de Di Resta, que perdeu cinco posições no grid por trocar o câmbio.

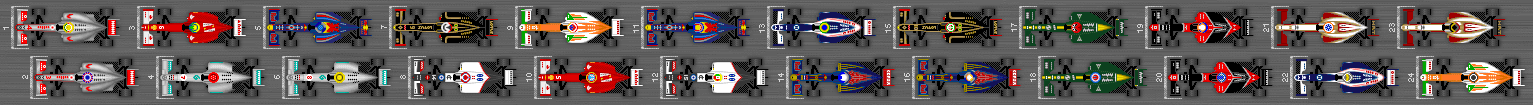
Grid de largada para a corrida.

### Corrida

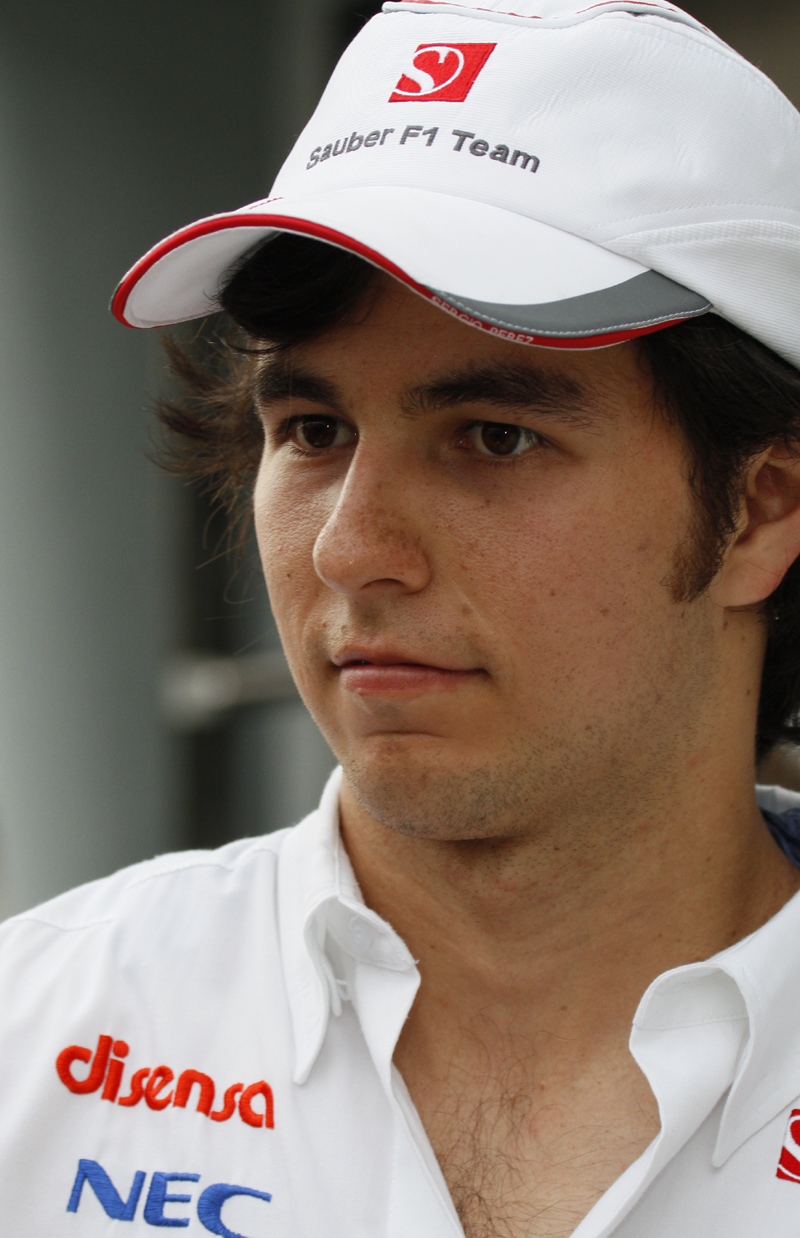
Peréz completou a prova em segundo.

A prova teve início no horário previsto debaixo de sol forte. Não houve nenhum toque na largada. Massa, que saiu em terceiro, ultrapassou Button pouco antes da primeira curva e chegou a atacar o líder Hamilton sem sucesso. Alonso que largou em décimo ganhou duas posições na largada e mais uma durante a primeira volta. Nos giros subsequentes ele ganhou outra colocação e passou a ser sexto. Após isso travou dura batalha pela quinta posição com Schumacher conseguindo ultrapassá-lo na sétima volta. Senna largou em 13º e ganhou uma posição na largada. Na oitava volta já disputava com Di Resta, da Force India, para entrar na zona de pontuação. entretanto, foi espremido pelo escocês na curva Roggia. Forçado a passar reto, perdeu posição para a RBR de Webber.
O primeiro a deixar a corrida foi Vergne, na nona volta. A STR do francês apresentou problemas mecânicos, e o piloto perdeu o controle do carro na primeira chicane, quase decolando nos “quebra-molas” colocados na área de escape. Enquanto isso, Hamilton abria, aos poucos, vantagem na liderança. O britânico abriu três segundos sobre Massa em dez voltas. Cinco passagens depois, a diferença era de cinco segundos. Button era terceiro, seguido por Vettel e Alonso. Massa, então, passou a queixar-se do desgaste dos pneus traseiros. O brasileiro começou a andar mais lento que Button e, na volta 18, foi ultrapassado na Curva Grande. Em seguida, foi para os boxes fazer seu primeiro pit stop.
Vettel e Alonso vinham em disputa por posição. Eles entraram nos boxes juntos. Na saída, percorreram o pit lane quase lado a lado, porém Vettel conseguiu se manter à frente do espanhol. A dupla voltou bem próxima a Massa, quarto colocado, que havia perdido tempo ao retornar dos boxes atrás de Ricciardo. A liderança era de Pérez, da Sauber, único dos ponteiros que ainda não havia feito sua parada nos boxes. Os dois bicampeões, Vettel e Alonso, continuaram disputando intensamente a quinta colocação. Alonso tentou manobra de ultrapassagem, porém teve a porta fechada por Vettel e viu-se obrigado a sair com as quatro rodas na grama na Curva Grande. Após controlar o carro e voltar à pista, reclamou muito pelo rádio contra a atitude do adversário. Alonso perdeu contato com Vettel, mas conseguiu se recuperar rapidamente, para ultrapassar o alemão na 30ª volta e assumir a quarta posição, já que, pouco antes, Pérez havia, enfim, parado nos boxes. A manobra de Vettel foi vista pela direção de prova como ilegal o piloto foi punido com um drive through.
Na 34ª volta, o segundo colocado, Button, abandonou com problemas no motor. Com isso, Massa avançou para segundo, seguido por Alonso. Havia expectativa para saber se haveria ordens da Ferrari para a troca de posição de seus pilotos. Apesar de o jogo de equipe estar liberado, a escuderia italiana só avisou ao brasileiro: “Fernando (Alonso) está três segundos atrás” e “Fernando está a 0s9 e pode usar a asa móvel”. Na 39ª volta, Alonso, mais rápido, ultrapassou Massa, que não ofereceu resistência, e assumiu a segunda colocação.
Mais tarde, na volta 43, Massa perdeu o terceiro lugar para Pérez na curva Parabólica. O piloto mexicano fez uma parada tardia nos boxes e tinha pneus menos desgastados que os rivais. Na sequência, o piloto da Sauber foi à caça de Alonso. Bem mais rápido, ultrapassou o espanhol na curva Ascari e assumiu o segundo lugar. Virando mais de um segundo mais rápido que o líder Hamilton, Pérez tinha seis voltas para alcançar o piloto da McLaren. Enquanto isso, Vettel abandonou a corrida, com problemas no motor da RBR, quando se encontrava em sexto. Pelo rádio, a McLaren avisou a Hamilton, que Pérez era mais veloz. Apesar de mais lento, o inglês manteve a regularidade e conseguiu cruzar em primeiro, quatro segundos e três décimos à frente do mexicano. Nos três últimos giros, ainda houve tempo para mais dois abandonos. Hulkenberg recolheu a Force India aos boxes e Webber rodou na Ascari e parou logo depois.

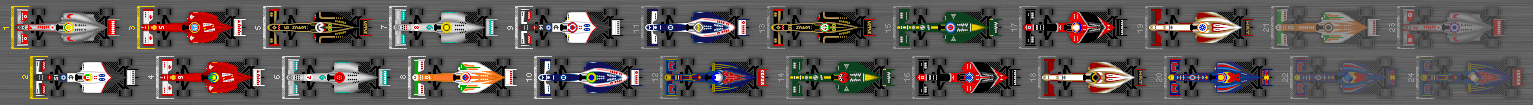
Resultado final da corrida.

## Resultados

### Treino classificatório
| Pos                  | Nº | Piloto             | Equipe                  | Q1       | Q2       | Q3       | voltas |
| -------------------- | -- | ------------------ | ----------------------- | -------- | -------- | -------- | ------ |
| 1                    | 4  | Lewis Hamilton     | McLaren-Mercedes        | 1:24.211 | 1:24.394 | 1:24.010 | 15     |
| 2                    | 3  | Jenson Button      | McLaren-Mercedes        | 1:24.672 | 1:24.255 | 1:24.133 | 15     |
| 3                    | 6  | Felipe Massa       | Ferrari                 | 1:24.882 | 1:24.505 | 1:24.247 | 16     |
| 4                    | 7  | Michael Schumacher | Mercedes                | 1:25.302 | 1:24.675 | 1:24.540 | 14     |
| 5                    | 1  | Sebastian Vettel   | Red Bull Racing-Renault | 1:25.011 | 1:24.687 | 1:24.802 | 22     |
| 6                    | 8  | Nico Rosberg       | Mercedes                | 1:24.689 | 1:24.515 | 1:24.833 | 15     |
| 7                    | 9  | Kimi Räikkönen     | Lotus-Renault           | 1:25.151 | 1:24.742 | 1:24.855 | 18     |
| 8                    | 14 | Kamui Kobayashi    | Sauber-Ferrari          | 1:25.317 | 1:24.683 | 1:25.109 | 18     |
| 9                    | 11 | Paul di Resta1     | Force India-Mercedes    | 1:24.875 | 1:24.345 | 1:24.304 | 17     |
| 10                   | 5  | Fernando Alonso    | Ferrari                 | 1:24.175 | 1:24.242 | 1:25.678 | 16     |
| 11                   | 2  | Mark Webber        | Red Bull Racing-Renault | 1:25.556 | 1:24.809 |          | 21     |
| 12                   | 15 | Sergio Pérez       | Sauber-Ferrari          | 1:25.300 | 1:24.901 |          | 14     |
| 13                   | 19 | Bruno Senna        | Williams-Renault        | 1:25.135 | 1:25.042 |          | 16     |
| 14                   | 16 | Daniel Ricciardo   | Toro Rosso-Ferrari      | 1:25.728 | 1:25.312 |          | 20     |
| 15                   | 10 | Jerome D'Ambrosio  | Lotus-Renault           | 1:25.834 | 1:25.408 |          | 19     |
| 16                   | 17 | Jean-Éric Vergne   | Toro Rosso-Ferrari      | 1:25.649 | 1:25.441 |          | 18     |
| 17                   | 20 | Heikki Kovalainen  | Caterham-Renault        | 1:26.382 |          |          | 11     |
| 18                   | 21 | Vitaly Petrov      | Caterham-Renault        | 1:26.887 |          |          | 11     |
| 19                   | 24 | Timo Glock         | Marussia-Cosworth       | 1:27.039 |          |          | 10     |
| 20                   | 25 | Charles Pic        | Marussia-Cosworth       | 1:27.073 |          |          | 9      |
| 21                   | 23 | Narain Karthikeyan | Hispania-Cosworth       | 1:27.441 |          |          | 9      |
| 22                   | 18 | Pastor Maldonado2  | Williams-Renault        | 1:25.103 | 1:24.820 |          | 17     |
| 23                   | 22 | Pedro de la Rosa   | Hispania-Cosworth       | 1:27.629 |          |          | 10     |
| 24                   | 12 | Nico Hulkenberg    | Force India-Mercedes    | s/ tempo |          |          | 2      |
| 107% tempo: 1:30.067 |    |                    |                         |          |          |          |        |
| Fonte:               |    |                    |                         |          |          |          |        |

- ↑1  Di Resta foi punido com a perda de cinco posições no grid por trocar a caixa de câmbio[15][18]
- ↑2  Maldonado recebeu dupla punição: perda de cinco posições por largada antecipada (foi o único) na corrida anterior e mais cinco por causar colisão com Glock também na prova anterior.[15][18]

### Corrida
| #      | Nº | Piloto             | Equipe                  | Voltas | Tempo                  | Grid | Pontos |
| 1      | 4  | Lewis Hamilton     | McLaren-Mercedes        | 53     | 1:19:41.221            | 1    | 25     |
| 2      | 15 | Sergio Pérez       | Sauber-Ferrari          | 53     | +4.356                 | 12   | 18     |
| 3      | 5  | Fernando Alonso    | Ferrari                 | 53     | +20.594                | 10   | 15     |
| 4      | 6  | Felipe Massa       | Ferrari                 | 53     | +29.667                | 3    | 12     |
| 5      | 9  | Kimi Räikkönen     | Lotus-Renault           | 53     | +30.881                | 7    | 10     |
| 6      | 7  | Michael Schumacher | Mercedes                | 53     | +31.259                | 4    | 8      |
| 7      | 8  | Nico Rosberg       | Mercedes                | 53     | +33.550                | 6    | 6      |
| 8      | 11 | Paul di Resta      | Force India-Mercedes    | 53     | +41.057                | 9    | 4      |
| 9      | 14 | Kamui Kobayashi    | Sauber-Ferrari          | 53     | +43.898                | 8    | 2      |
| 10     | 19 | Bruno Senna        | Williams-Renault        | 53     | +48.144                | 13   | 1      |
| 11     | 18 | Pastor Maldonado   | Williams-Renault        | 53     | +48.682                | 22   |        |
| 12     | 16 | Daniel Ricciardo   | Toro Rosso-Ferrari      | 53     | +50.316                | 14   |        |
| 13     | 10 | Jérôme d'Ambrosio  | Lotus-Renault           | 53     | +1:15.861              | 15   |        |
| 14     | 20 | Heikki Kovalainen  | Caterham-Renault        | 52     | +1 volta               | 17   |        |
| 15     | 21 | Vitaly Petrov      | Caterham-Renault        | 52     | +1 volta               | 18   |        |
| 16     | 25 | Charles Pic        | Marussia-Cosworth       | 52     | +1 volta               | 20   |        |
| 17     | 24 | Timo Glock         | Marussia-Cosworth       | 52     | +1 volta               | 19   |        |
| 18     | 22 | Pedro de la Rosa   | Hispania-Cosworth       | 52     | +1 volta               | 23   |        |
| 19     | 23 | Narain Karthikeyan | Hispania-Cosworth       | 52     | +1 volta               | 21   |        |
| 20     | 2  | Mark Webber        | Red Bull Racing-Renault | 51     | Pneus                  | 11   |        |
| 21     | 12 | Nico Hülkenberg    | Force India-Mercedes    | 50     | Sistema de freios      | 24   |        |
| Ret    | 1  | Sebastian Vettel   | Red Bull Racing-Renault | 47     | Alternador             | 5    |        |
| Ret    | 3  | Jenson Button      | McLaren-Mercedes        | 32     | Pressão do combustível | 2    |        |
| Ret    | 17 | Jean-Éric Vergne   | Toro Rosso-Ferrari      | 8      | Suspensão              | 16   |        |
| Fonte: |    |                    |                         |        |                        |      |        |

## Tabela do campeonato após a corrida
Observe que somente as cinco primeiras posições estão incluídas na tabela.
|        | 1 | Fernando Alonso  | 179 |
| 3      | 2 | Lewis Hamilton   | 142 |
| 1      | 3 | Kimi Räikkönen   | 141 |
| 2      | 4 | Sebastian Vettel | 140 |
| 2      | 5 | Mark Webber      | 132 |
| Fonte: |   |                  |     |

|        | 1 | Red Bull-Renault | 272 |
|        | 2 | McLaren-Mercedes | 243 |
| 1      | 3 | Ferrari          | 226 |
| 1      | 4 | Lotus-Renault    | 217 |
|        | 5 | Mercedes         | 126 |
| Fonte: |   |                  |     |